# Rike Schmid
Rike Schmid (née le 19 juillet 1979 à Hanovre) est une actrice et écrivain allemande.

## Biographie
Elle passe son enfance et sa jeunesse à Cologne. Elle fait sa première expérience de spectacle en improvisation théâtrale à 12 ans. Juste après son Abitur en 1999, elle joue un premier rôle pour la télévision dans la série de la chaîne ARD La Preuve par quatre (Aus gutem Haus). Elle fait ensuite d'autres apparitions dans des téléfilms ou des séries, entre autres Vice Squad (2003). De 2003 à 2007 elle est aux côtés de Maximilian Schell dans la plupart des épisodes de la série de la chaîne ZDF, Fortune et Trahisons, elle joue dans la version filmée de la pièce de théâtre Baal dirigée par Uwe Janson (en) (2004), elle assure un premier rôle dans la mini-série historique Imperium : Nerone (2005) et au cinéma Schwere Jungs (de) (2006). Après quoi elle continue encore dans des films et des séries comme, le téléfilm de ZDF Augenzeugin (2008), le film d'aventure de RTL Ausgerechnet Afrika (2010), le film de Bollywood Don – The King is Back (2011) et la comédie télévisée de 2014 chez ZDF Bloss kein Stress.
En plus de sa carrière d'actrice elle poursuit des études à l'Université de Cologne et à l'Université libre de Berlin en sociologie, psychologie et sciences de l'éducation. Elle a conclu ses études en 2009 par un diplôme de sociologie.
Elle a publié sa thèse Schauspielerinnen. Die Suche nach weiblicher Identität. En 2015, elle publie encore Nimm mich mit nach Gestern, basé sur un échange de courrier avec une collègue de 89 ans, Renate Delfs (de).
Elle vit à Berlin

## Filmographie (sélection)
- 2002 : Amour et coïncidences (Wenn zwei sich trauen)
- 2003 : Wir
- 2003 – 2007 : Fortune et Trahisons (Der Fürst und das Mädchen)
- 2004 : Baal
- 2004 : Imperium : Nerone - Acté
- 2005 : Die Hitlerkantate
- 2006 : Meine bezaubernde Feindin
- 2006 : Schwere Jungs (de)
- 2008 : Embrasse-moi si tu m'aimes (Küss mich, wenn es Liebe ist)
- 2008 : Augenzeugin
- 2009 : Liebe ist Verhandlungssache
- 2009 : Entführt (de)
- 2009 : Butter bei die Fische
- 2010 : Parfum d'Afrique (de)
- 2010 : SOKO Köln - épisode Preis der Schönheit
- 2010 : Der Bergdoktor (de) – épisode Böses Erwachen
- 2011 : Katie Fforde: Zum Teufel mit David (Living Dangerously)
- 2011 : Modèle:Lien trad=Beate Uhse – Das Recht auf Liebe
- 2011 : Der Staatsanwalt (de) – épisode Liebe und Hass
- 2011–2012 : Heiter bis tödlich: Henker & Richter (de)
- 2011 : Don 2
- 2013 : George (de)
- 2013 : Danni Lowinski (de) – épisode : Herzenssache
- 2014 : Bloß kein Stress
- 2015 : Sibel & Max (de) - épisode : Verlorene Väter
- 2017 : Maltese : Elisa Ripstein

## Publications
- Schauspielerinnen. Die Suche nach weiblicher Identität, Berlin, Logos Verlag, coll. « Berliner Arbeiten zur Erziehungs- und Kulturwissenschaft » (no 50), 2011, 203 p. (ISBN 978-3-8325-2570-5, lire en ligne)
- Nimm mich mit nach Gestern, Munich, Herbig Verlag, 2015, 220 p. (ISBN 978-3-7766-2762-6)

## Source de la traduction
- (de) Cet article est partiellement ou en totalité issu de l’article de Wikipédia en allemand intitulé « Rike Schmid » (voir la liste des auteurs).